# Ахун
Аху́н (рос. Ахун, башк. Ахун) — село у складі Буздяцького району Башкортостану, Росія. Входить до складу Кузеєвської сільської ради.
Населення — 387 осіб (2010; 432 у 2002).
Національний склад:
- башкири — 58 %
- татари — 29 %

Станом на 2002 рік існувало два населених пункти — село Староахуново (410 осіб) та присілок 2-е Новоахуново (22 особи). Стара назва присілка — Новоахуново 2-е.